# Leucozona nigripila
Leucozona nigripila là một loài ruồi trong họ Ruồi giả ong (Syrphidae). Loài này được Mik mô tả khoa học đầu tiên năm 1888. Leucozona nigripila phân bố ở vùng Cổ Bắc giới (Đan Mạch)